# Nierudui
Nierudui (kinesiska: 涅如堆, 涅如堆乡) är en socken i Kina. Den ligger i den autonoma regionen Tibet, i den sydvästra delen av landet, omkring 180 kilometer sydväst om regionhuvudstaden Lhasa. Antalet invånare är 2 075. Befolkningen består av 1 013 kvinnor och 1 062 män. Barn under 15 år utgör 28,0 %, vuxna 15-64 år 68 %, och äldre över 65 år 2,0 %.
Genomsnittlig årsnederbörd är 615 millimeter. Den regnigaste månaden är juli, med i genomsnitt 122 mm nederbörd, och den torraste är november, med 2 mm nederbörd.